# New Season
New Season (en español: Nueva temporada) es el nombre del cuarto álbum de estudio del dúo Ángel & Khriz, publicado el 27 de noviembre de 2020 bajo el sello discográfico Universal Music Latino. El álbum contiene 10 canciones, con algunas influencias musicales de reggae y salsa, además de intentar evocar épocas pasadas, de ahí el origen del nombre del álbum, según el dúo. Es su primer álbum de estudio desde Da' Take Over, publicado hace diez años.

## Lista de canciones
| N.º   | Título                             | Productor(es)                          | Duración |  |
| 1.    | «Te pienso»                        | Duars, King Mora, Jay Music            | 3:02     |  |
| 2.    | «Canta»                            | Duars, King Mora, J Newtronz           | 3:39     |  |
| 3.    | «Tócate tú misma»                  | Duars, King Mora, Jonniel              | 3:03     |  |
| 4.    | «Esto es perreo»                   | Duars, King Mora, Shine                | 3:18     |  |
| 5.    | «Qué será?» (con Christian Daniel) | Duars, King Mora, J Newtronz           | 3:17     |  |
| 6.    | «Mala mía»                         | Duars, King Mora, Jay Music            | 3:35     |  |
| 7.    | «Tiempo al tiempo»                 | Duars, King Mora, Gonzalo Rafael López | 3:47     |  |
| 8.    | «Emergencia»                       | Duars, King Mora, Jonniel              | 3:22     |  |
| 9.    | «Me pone grave»                    | Duars, King Mora, Emil                 | 3:13     |  |
| 10.   | «Pasado, presente, futuro»         | Duars, King Mora, Xound                | 2:39     |  |
| 32:55 |                                    |                                        |          |  |

## Créditos y personal
Adaptados desde Allmusic.
- Ángel Rivera (Angel) – Artista principal, composición.
- Christian Colón Rolon (Khriz) – Artista principal, composición.
- Ovimael Maldonado – Composición, ingeniero de mezcla.
- Gonzalo Rafael López – Composición, grabación, mezcla, producción.
- Christian Daniel – Artista invitado, composición.
- Ángel Gabriel Rivera Castañeda – Composición.
- Frank Cruz Mora – Composición.
- Jimmy Ocasio-Andújar – Composición.
- Jadiel Jesús Núñez Oliveras – Composición.
- Xavier Padilla – Composición.
- Daniel Nicolás Pavet – Composición.
- Jacob Reynoso – Composición.
- Mario Rivera – Composición.
- Christian Rohena – Composición.
- Christian Emil Vélez Roldan – Composición.
- José A. Torres – Composición.
- Noriega – Grabación.
- OMG – Grabación.
- Jay Music – Grabación, producción.
- Emil – Producción.
- Jonniel – Producción.
- King Mora – Producción.
- J Newtronz – Producción.
- Eric “Duars” Perez – Producción.
- Shine – Producción.
- Xound – Producción.